# Expédition italienne au K2 de 1954

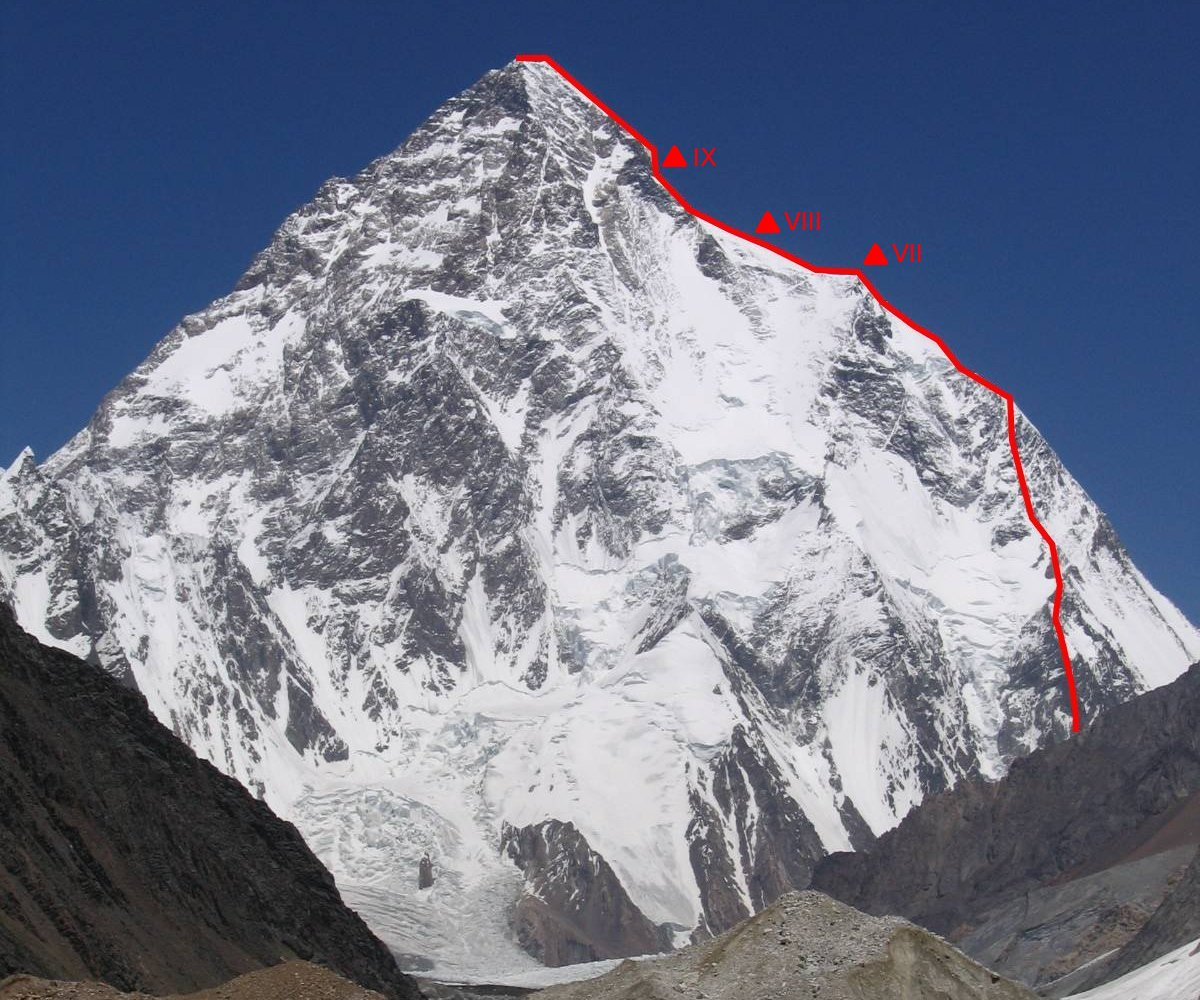
Le versant pakistanais du K2 et la voie empruntée lors de la première ascension par l'expédition italienne de 1954 : l'éperon des Abruzzes ou « arête sud-est ». Les derniers camps sont également représentés.

L’expédition italienne au K2 de 1954 est une expédition alpine parrainée par le Club alpin italien, par le Conseil national de la recherche, l'Istituto Geografico Militare et l’État italien. Sa conduite est confiée à Ardito Desio. Le 31 juillet 1954, deux membres de l'expédition atteignent le sommet du K2 — la deuxième montagne la plus élevée au monde derrière l'Everest — pour la première fois de l'Histoire.
La voie empruntée est surnommée l'« éperon des Abruzzes » et les deux alpinistes qui atteignent le sommet sont Achille Compagnoni et Lino Lacedelli, avec l'aide des autres membres de l'expédition. Walter Bonatti et Amir Mahdi, alors qu'ils transportaient des bonbonnes d'oxygène — essentielles pour le succès de l'ascension — pour ravitailler Compagnoni et Lacedelli, sont contraints de bivouaquer une nuit à plus de 8 100 mètres dans des conditions qui sont bien souvent fatales aux alpinistes.

## Membres de l'expédition

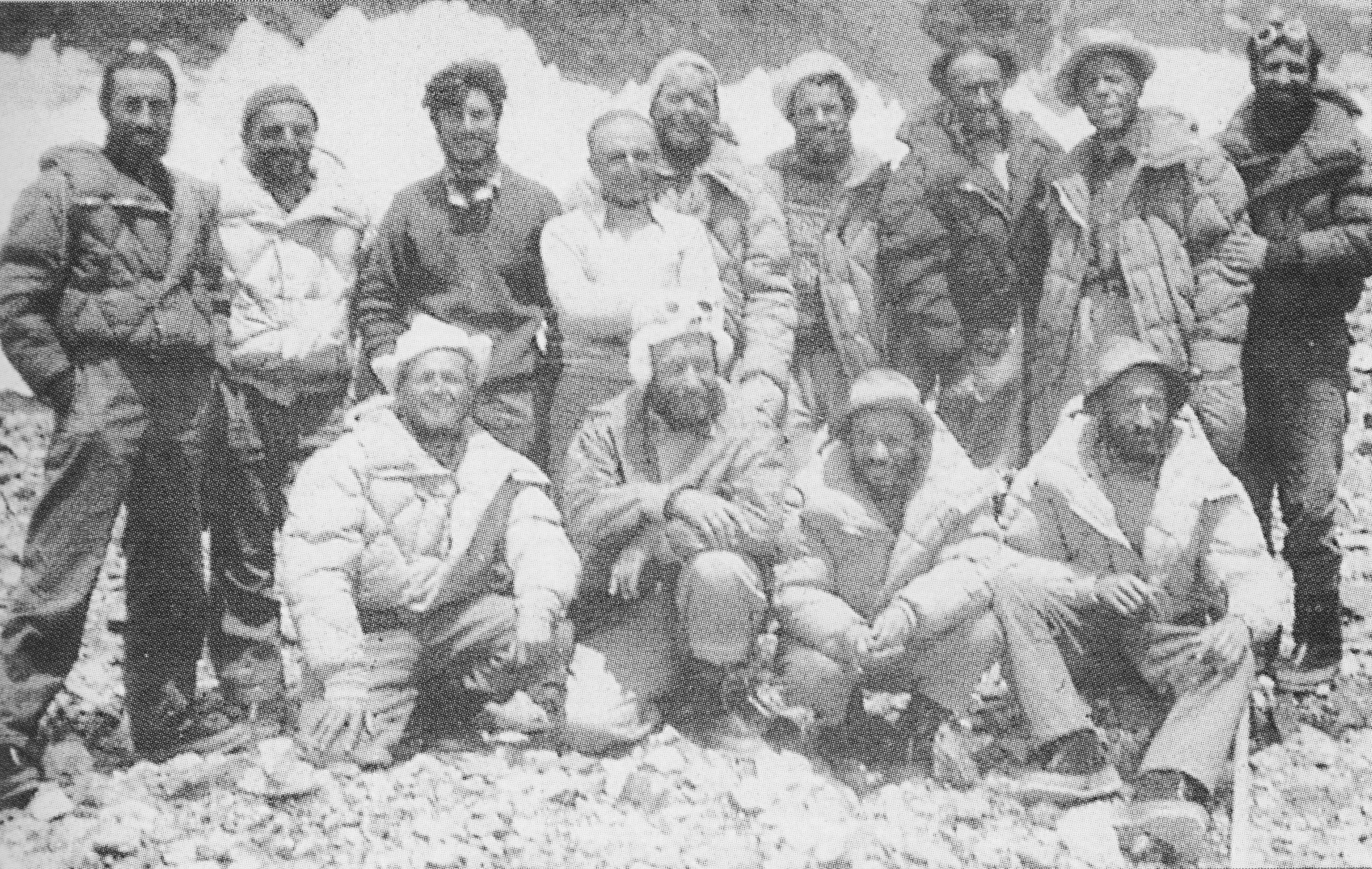
Les membres de l'expédition au camp de base ; au centre, Ardito Desio.

L'expédition de 1954 au K2 est composée, outre le grand nombre de porteurs employés entre la dernière escale aérienne et le camp de base, de trente membres,, :
13 alpinistes italiens
- Erich Abram (it) : bien qu'il ne soit pas très connu du grand public, ce dernier possède alors une grande expérience et a réalisé plusieurs ascension de sixième degré dans les Dolomites ;
- Ugo Angelino : représentant de commerce de profession, son expérience en matière d'alpinisme se cantonne à quelques ascension dans les Alpes occidentales[4] ;
- Walter Bonatti : âgé de seulement 24 ans (qu'il fête le 22 juin pendant l'expédition), il est le benjamin de l'équipe italienne. Malgré cela, il est déjà considéré comme l'un des meilleurs alpinistes au monde grâce à ses ascensions, notamment celle de la paroi Est du Grand Capucin ;
- Achille Compagnoni (il atteint le sommet le 31 juillet) : guide de haute montagne et skieur émérite, son expérience en matière d'alpinisme se concentre sur le mont Rose et le mont Cervin ;
- Mario Fantin (it) (photographe et ciné-opérateur) : sans expérience en alpinisme, il est alors connu pour ses photographies et ses films au sein du monde de l'alpinisme ;
- Cirillo Floreanini : dessinateur de profession, il avait réalisé de grands exploits d'alpinisme dans les Alpes juliennes[5] ;
- Pino Gallotti : en tant qu'ingénieur, il est nommé responsable du matériel technique de l'expédition, y compris des bombonnes d'oxygène. En matière alpinisme, il possède alors une expérience considérable dans les Alpes occidentales et en particulier sur le mont Blanc[6] ;
- Lino Lacedelli (il atteint le sommet le 31 juillet) : guide de haute montagne et skieur émérite, il faisait partie du groupe des Scoiattoli di Cortina (it) (les « Écureuils de Cortina »), il avait réalisé plusieurs ascensions difficiles dans les Dolomites et dans les Alpes occidentales ;
- Guido Pagani (médecin de l'expédition) : médecin et alpiniste d'un niveau raisonnable, il est choisi comme médecin de l'expédition ;
- Mario Puchoz (décédé d'un œdème pulmonaire au début de l'expédition) : guide de haute montagne, il possède une bonne connaissance des environs du mont Blanc ;
- Ubaldo Rey : guide de haute montagne et gérant d'un refuge alpin, avec une expérience considérable sur le mont Blanc et dans les Alpes occidentale en général[7] ;
- Gino Soldà (it) : le doyen du groupe (il est âgé de 47 ans), il possède une grande expérience et avait réalisé plusieurs ascensions de sixième degré dans les Dolomites ;
- Sergio Viotto (it) : guide de haute montagne et charpentier de profession, il avait gravi tous les « grands classiques » autour du mont Blanc.

10 alpinistes bourouchos
Répertoriés officiellement comme « porteurs de haute montagne ». Parmi eux, Amir Mahdi (it) atteint les 8 100 mètres d'altitude (le dernier camp), et Isakhan atteint les 7 300 mètres d'altitude au camp VII.
5 scientifiques
- Ardito Desio : géologue, chef de l'expédition ;
- Paolo Graziosi : paléontologue, chargé de cours à l'Université de Trieste ;
- Antonio Marussi : géophysicien, directeur de l'Institut de géophysique de l'Université de Trieste ;
- Bruno Zanettin : pétrographe, chargé de cours à l'Institut de géologie à l'Université de Padoue ;
- Francesco Lombardi : géodésite[8] et topographe de l'Istituto Geografico Militare.

2 membres pakistanais
- Ata Ullah : observateur du gouvernement pakistanais ;
- Badshajan : assistant topographe.

De nombreux porteurs originaires du Baltistan sont également embauchés pour le transport du matériel à travers le glacier du Baltoro jusqu'au camp de base, sur le glacier Godwin-Austen.
Riccardo Cassin, qui l'année précédente avait conduit avec Desio une mission de reconnaissance sur site, est exclu de l'équipe de manière inexplicable, à la suite des résultats de tests médicaux réalisés avant l'expédition. Selon la croyance populaire, le professeur Desio craint que la forte personnalité et le charisme de Cassin puissent contester son leadership et atténuer son prestige en cas de succès de l'entreprise, .

## Voie empruntée

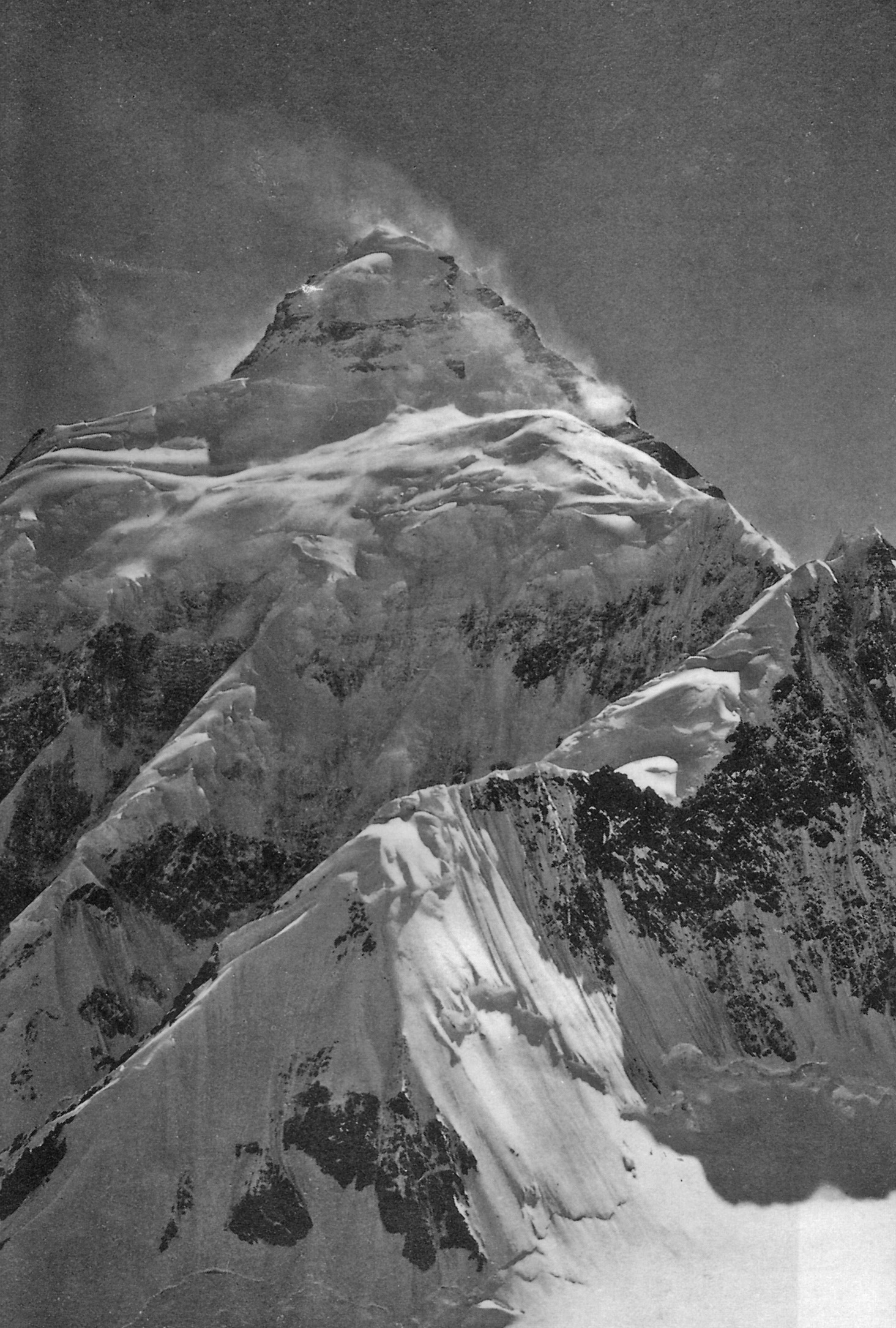
Vue du K2 depuis l'est (photographie prise par Louis-Amédée de Savoie, duc des Abruzzes, lors de l'expédition de 1909).

La voie empruntée est l'éperon des Abruzzes, découverte en 1909 par l'expédition du Louis-Amédée de Savoie, duc des Abruzzes.
Pour la conquête du sommet (8 611 m) les camps suivants sont établis (les altitudes sont celles figurant dans le rapport officiel de Desio) :
- 4 970 m : camp de base ;
- 5 580 m : camp I ;
- 6 095 m : camp II ;
- 6 378 m : camp III ;
- 6 560 m : camp IV ;
- 6 678 m : camp V ;
- 6 970 m : camp VI ;
- 7 345 m : camp VII ;
- 7 627 m : camp VIII ;
- 8 050 m (8 060 m sur les cartes de l'IGM) : camp IX (l'altitude est incorrecte ; en effet, le camp IX devait se trouver à 8 150 m ~ 8 160 m, une altitude plus élevée que celle du bivouac Bonatti-Mahdi)[13] ;
- 7 990 m : bivouac Bonatti-Mahdi (l'altitude est incorrecte ; le bivouac devait plutôt être situé à un peu plus de 8 100 m)[14].

## Conduite de l'expédition
La complexité des problèmes à surmonter, la gravité des risques encourus, mais également le fait que l'entreprise était chargée — en Italie — d'une symbolique nationaliste et extra-sportive, ont conduit Ardito Desio à mettre en place une discipline quasi-militaire dans la conduite de l'expédition, comme l'avait fait Karl Herrligkoffer l'année précédente lors de l'expédition au Nanga Parbat. Ce comportement sera plus tard, l'objet de nombreuses critiques et de controverses.
Ardito Desio, en tant que chef de l'expédition, n'est jamais allé plus avant que le camp de base (4 970 m) et il avait confié à Compagnoni la direction de l'ascension jusqu'au sommet, se contentant d'émettre à partir du camp de base quatorze ordres de service dactylographiés, qui étaient ensuite transmis (certains avec un retard considérable), aux camps plus élevés. Sa manière autoritaire de conduire l'expédition lui vaut le surnom ironique de ducetto.

## Déroulement de l'expédition
Les opérations commencent à la fin du mois de mai et au début du mois de juin 1954. Les premiers camps sont établis.
Le 21 juin, Mario Puchoz décède au camp II d'une pneumonie foudroyante, selon la version officielle à l'époque, en réalité il serait décédé d'un œdème aigu du poumon. Il est enterré à proximité du camp de base, à proximité immédiate du mémorial Gilkey.
Une série de cordes fixes sont installées pour permettre aux grimpeurs de se déplacer facilement entre le camp de base et les camps avancés afin de s'acclimater à l'altitude et de transporter le matériel nécessaire à l'ascension finale. Un petit téléphérique actionné manuellement est construit dans la partie la plus basse du parcours.
Le 18 juillet, les deux cordées composées de Bonatti-Lacedelli et Compagnoni-Rey finissent d'installer près de 700 mètres de cordes fixes sur la « Pyramide noire » (Piramide Nera), une zone rocheuse difficile située un peu en-dessous des 7 000 m d'altitude qui comprend le célèbre « chemin Bill » (Camino Bill). Les alpinistes, aidés des porteurs bourouchos, se relaient pour le transport de la nourriture et du matériel en direction des camps avancés.
Le 25 juillet, les hommes atteignent les 7 345 m d'altitude et installent le camp VII à l'endroit où avait été installé le camp VIII de l'expédition américaine de 1953. Suivent deux jours de mauvais temps.

### Les derniers camps

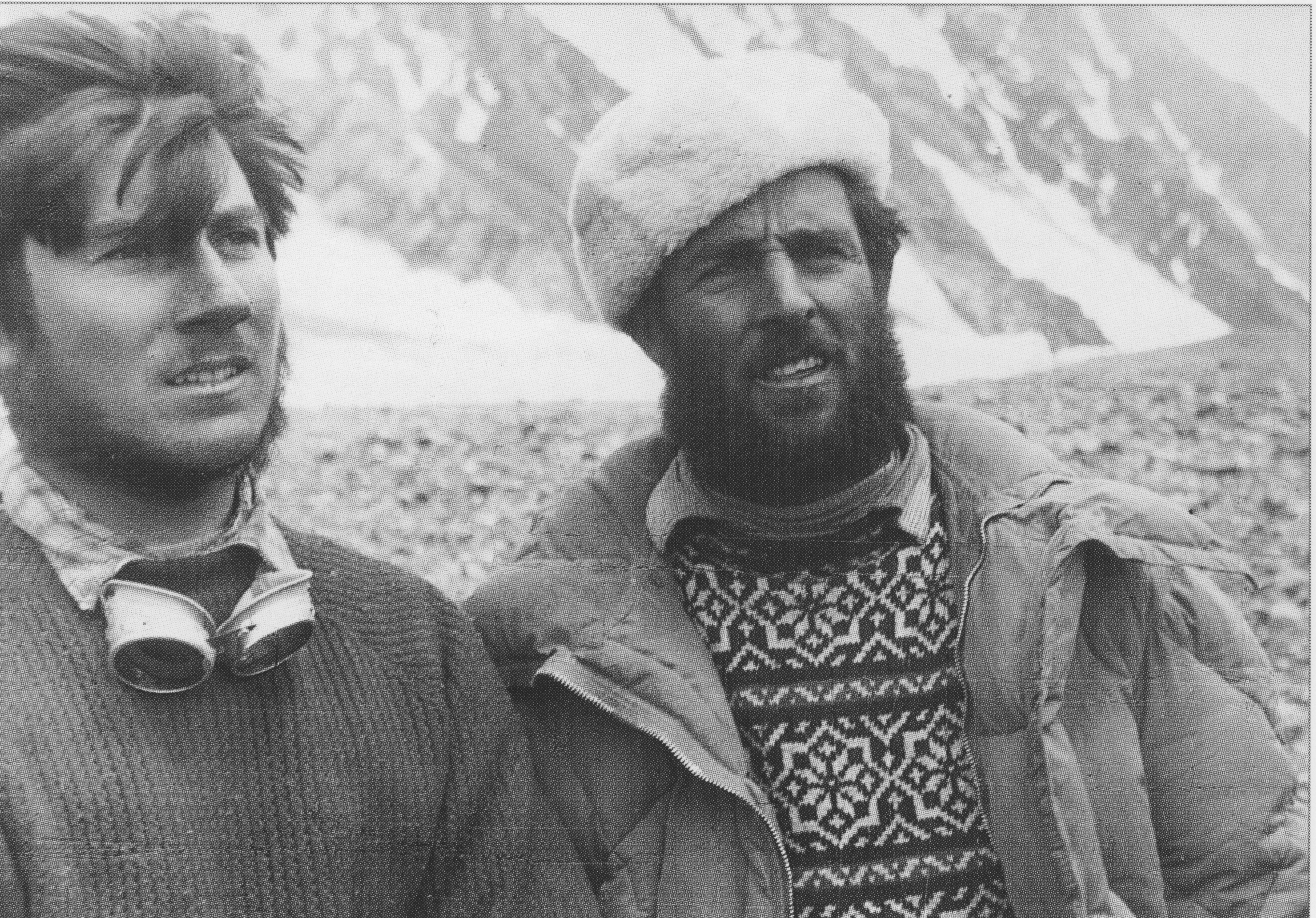
Walter Bonatti et Erich Abram au camp de base

Le 28 juillet, Abram, Compagnoni, Gallotti, Lacedelli et Rey partent du camp VII pour aller installer le camp VIII à 7 750 m. Bonatti, fragilisé depuis deux jours par des problèmes de digestion, reste au camp VII. Rey (qui avait été désigné initialement pour atteindre le sommet avec Compagnoni), après une demi-heure et 50 mètres de dénivelé, est saisi de douleurs. Il est forcé à abandonner sa cargaison et retourne au camp VII. Les quatre hommes restant installent le camp VIII plus bas que prévu, à une altitude de 7 627 m, derrière un mur de glace. Compagnoni et Lacedelli sont désignés pour atteindre le sommet, ils passent la nuit du 28 juillet au camp VIII, les autres (Abram et Gallotti) redescendent au camp VII. Pendant la descente, Gallotti glisse sur la glace sur 50 à 70 m avant de parvenir à planter son piolet et interrompre sa chute.

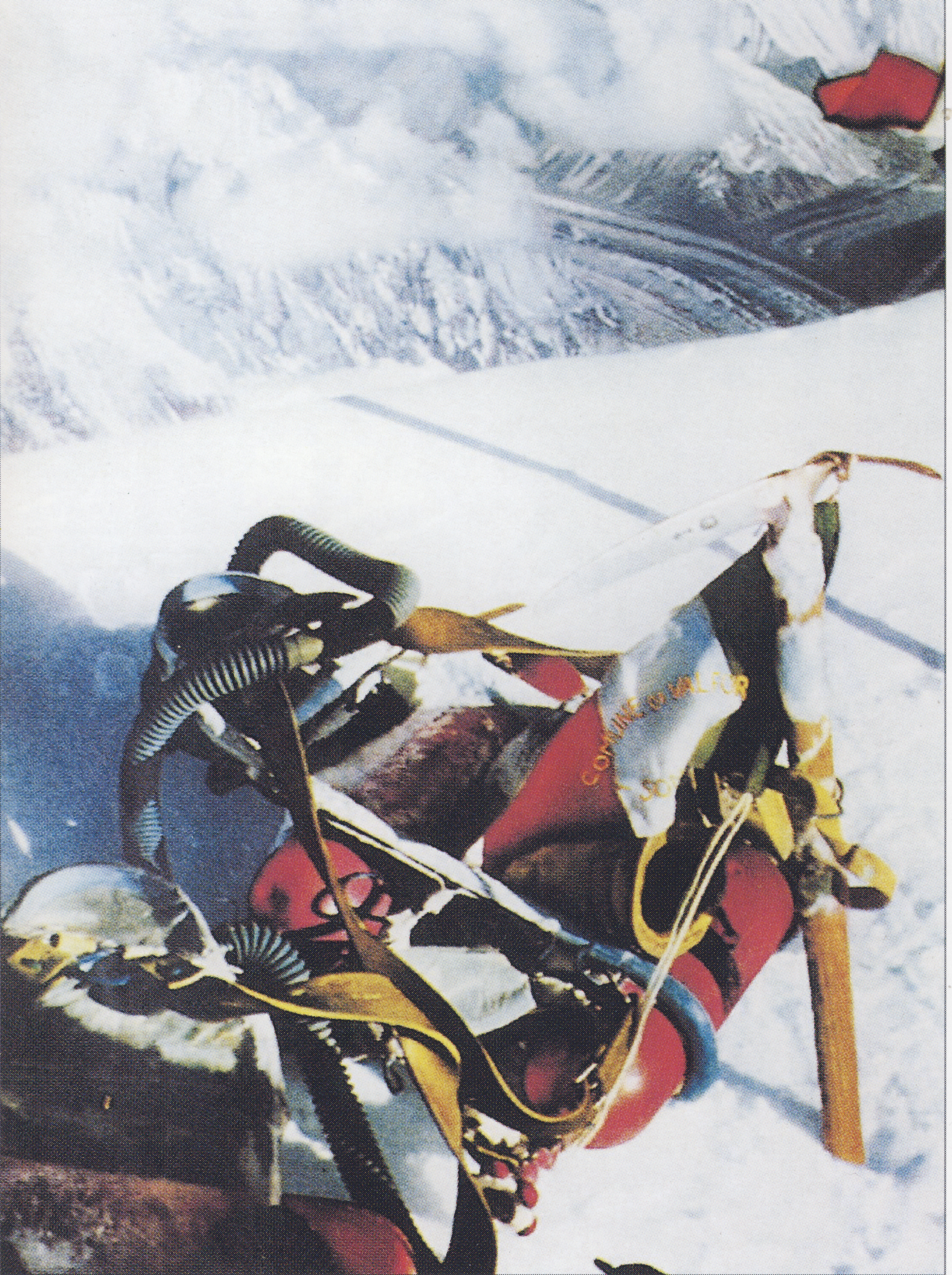
Photo des bouteilles d'oxygène prise depuis le sommet par Compagnoni

Le 29 juillet, Compagnoni et Lacedelli partent du camp VIII pour installer le camp IX à une altitude prévue de 8 100 mètres, mais il ne parviennent à gravir le mur de glace que sur une centaine et mètres et ils sont contraints d'abandonner leur matériel et de rentrer épuisés au camp VIII. Abram et Gallotti, encore un peu fatigué, partent du camp VII en direction du camp VIII en compagnie de Rey et Bonatti (ce dernier s'étant bien rétabli). Ils transportent avec eux du matériel et des bonbonnes d'oxygène. Mais, rapidement fatigués, Abram et Rey abandonnent leurs cargaison et redescendent. Abram cherchera à se reposer un temps au camp VII, Rey pris par le mal aigu des montagnes redescend au camp de base. Les bonbonnes d'oxygène sont laissées sur place, Bonatti et Gallotti continuant à porter les vivres et d'autres matériels indispensables au camp VIII qu'ils atteignent dans l'après-midi et où ils plantent une nouvelle tente. Pendant la soirée passée au camp VIII, il est décidé que Compagnoni et Lacedelli partiraient le lendemain avec du matériel pour préparer le camp IX, en l'installant toutefois plus bas que prévu, de manière à permettre à Bonatti et Gallotti de descendre pour récupérer les réservoirs d'oxygène, qui avaient été abandonnés près du camp VII, et de les transporter jusqu'au camp IX, ces bonbonnes étant indispensables pour l'ascension finale. Il est décidé que le camp IX serait installé à 7 900 m. Les quatre hommes passent la nuit au VIII.

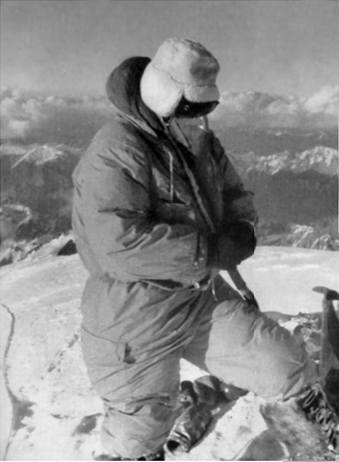
Achille Compagnoni au sommet du K2

Le 30 juillet, Compagnoni et Lacedelli partent pour installer le camp IX à une altitude d'environ 7 900 m, comme convenu la veille. Bonatti et Gallotti redescendent eux à 7 400 m pour récupérer les bonbonnes d'oxygène, abandonnées la veille. Ils sont rejoints dans le même temps, depuis le camp VII, par Abram et les alpinistes bourouchos Mahdi et Isakhan. Bonatti et Mahdi, les plus en forme, mettent sur leurs épaules les lourdes bonbonnes tandis que les autres se chargent des vivres. Les quatre hommes partent en direction du camp VIII, où Gallotti et Isakhan s'étaient arrêtés. Vers 15 h 30, après s'être reposés une heure et demie, Bonatti, Abram et Mahdi partent en direction du camp IX en se relayant pour porter les bonbonnes. Les trois alpinistes franchissent le mur de glace et atteignent le plateau en surplomb environ une heure plus tard, mais ils ne trouvent pas le camp installé à l'endroit qui avait été convenu. Ils parviennent à communiquer en criant avec Compagnoni et Lacedelli, dans le but de se faire guider. Compagnoni et Lacedelli leur répondent de suivre les traces. Vers 17 h 30-18 h d'autres échanges de voix ont lieu entre les deux groupes. Abram, épuisé, se résout à redescendre. Par la suite, les grimpeurs ne parviennent plus à communiquer pendant plusieurs heures. Bonatti et Mahdi continuent à monter en direction du camp IX. Mais, ce dernier ayant été installé plus haut que l'altitude qui avait été convenue, ils ne parviennent pas à l'atteindre avant la tombée de la nuit. Lorsque la nuit tombe, les deux hommes se trouvent vers 8 100 m sur une pente glacée raide en-dessous d'une face rocheuse (qui sera plus tard connue sous le nom de il collo di bottiglia ou Bottleneck) et ils ne sont plus en mesure ni de continuer à monter ni de redescendre sans lumière. Criant de toutes leurs forces, ils sont finalement entendus par Lacedelli. Utilisant le faisceau de la lampe torche du camp, celui-ci signale leur position en diagonale sur leur gauche, de l'autre côté d'un dangereux passage ; impossible de traverser dans l'obscurité. Lacedelli leur dit de laisser les bonbonnes et de redescendre, Bonatti lui répond qu'il pourrait redescendre mais Mahdi en serait incapable. Cependant, il existe un défaut dans la communication et Lacedelli est convaincu que les deux hommes sont en train de redescendre, il rentre donc dans sa tente n'entendant plus leurs appels à l'aide [réf. nécessaire]. Bonatti et Mahdi passent la nuit du 30 au 31 juillet dehors, dans un abri de 60 centimètres creusé dans la neige avec des piolets, réalisant un bivouac sans tente ni sac de couchage dans la zone de la mort, des conditions aggravées par une tempête qui se déclenche pendant la nuit. Mahdi est alors dans un état second et Bonatti doit le retenir à plusieurs reprises pour l'empêcher de tomber dans le ravin.

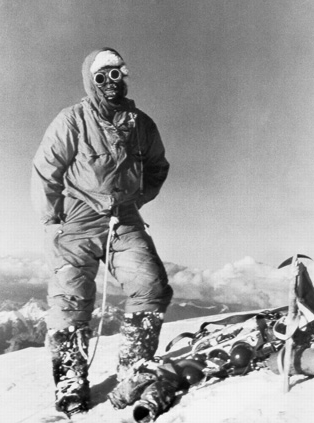
Lino Lacedelli au sommet du K2

Le 31 juillet, aux premières lueurs du jour (vers 4 h 30) Mahdi, qui a les mains et les pieds gelés et qui est encore dans un état second, commence à redescendre ignorant Bonatti qui lui recommande d'attendre le lever du soleil, il parvient néanmoins au camp vers 5 h 30. Vers 6 h, Bonatti commence à redescendre à son tour et atteint le camp VIII aux environs de 7 h 30. Compagnoni et Lacedelli partent du camp IX vers 6 h 30 et rejoignent le bivouac de Bonatti-Mahdi pour récupérer des bouteilles d'oxygène qui avaient été laissées sur place par les deux hommes. Entre 8 h et 8 h 30, ils débutent l'ascension finale en utilisant l'oxygène pendant toute la montée. À 18 h, Achille Compagnoni et Lino Lacedelli atteignent le sommet du K2 à 8 611 m. Isakhan et les autres alpinistes restés au camp VIII à 7 627 m (Bonatti, Gallotti, Abram et Mahdi) les voient atteindre le sommet. Ils plantent sur place un piolet avec les drapeaux italien et pakistanais, ils retirent leurs gants pour se prendre mutuellement en photo. Compagnoni aura deux doigts gelés qui devront être amputés, alors que Lacedelli sera amputé d'un pouce. Après un certain temps, les deux hommes entament la descente. Ils atteignent le camp VIII vers 23 h et célèbrent la victoire avec leurs camarades.
La nouvelle parvient en Italie le 3 août à la mi-journée et elle est accueillie avec un grand enthousiasme et célébrée comme un symbole de la renaissance du pays dans cette période d'après-guerre : à partir de ce moment, le K2 devient pour tous « la montagne des Italiens » (la montagna degli italiani).

### Sources et bibliographie
Ouvrages
- (it) Walter Bonatti, Processo al K2, Milan, Baldini, 1985
- (it) Walter Bonatti, K2 storia di un caso, Milan, Baldini Castoldi Dalai, 1998, 200 p. (ISBN 88-8089-072-7)
- (it) Walter Bonatti, K2 la verità : Storia di un caso, Milan, Baldini Castoldi Dalai, 2003, 282 p. (ISBN 88-8490-431-5)
- (it) Club Alpino Italiano (dir.), K2 una storia finita, Scarmagno, Piruli&Verlucca, 2007, 141 p. (ISBN 978-88-8068-391-9)
- (it) Achille Compagnoni, Uomini sul K2, Milan, Veronelli, 1958
- (it) Achille Compagnoni, K2 : conquista italiana tra storia e memoria, Azzano San Paolo, Bolis, 2004, 175 p. (ISBN 978-88-7827-127-2)
- (it) Ardito Desio, La conquista del K2 : Seconda cima del mondo, Milan, Garzanti, 1954, 260 p. (ISBN 88-7972-896-2)
- (it) Lino Lacedelli, K2 il prezzo della conquista, Milan, Mondadori, 2004 (ISBN 88-04-55847-4)
- (it) AA.VV. (dir.), K2 Millenovecentocinquantaquattro, Turin, Commissione Centrale Pubblicazioni del Club Alpino Italiano, 1994, 211 p. (ISBN 978-88-85903-44-9)
- (it) Robert Marshall, K2. Tradimenti e bugie, Dalai, 2012, 279 p. (ISBN 978-88-7972-665-8)
- (it) Reinhold Messner, K2 Chogori : La grande montagna, Milan, Corbaccio, 2004, 279 p. (ISBN 978-88-7972-665-8)

Photographies
- (it) AA.VV., K2 uomini esplorazioni imprese, Istituto Geografico DeAgostini e Club Alpino Italiano, 2004, 239 p. (ISBN 978-88-418-1423-9)
- (it) AA.VV., K2 le immagini più belle delle spedizioni italiane dal 1909 ad oggi, Milan, Carte scoperte, 2004, 210 p. (ISBN 978-88-7639-013-5)
- (it) Roberto Mantovani et Kurt Diemberger, K2 una sfida ai confini del cielo, Verceil, White star, 2002 (ISBN 978-88-540-0115-2)
- (it) Giuseppe Ghedina, K2 expedition - A 50 anni dalla conquista gli Scoiattoli di Cortina sulle orme di Lino Lacedelli, Cortina, Print House, 2008 (ISBN 978-88-903349-0-0)

Au cinéma
- 1955 - Italia K2, scénario et réalisation de Marcello Baldi, photographies de Mario Fantin.

Bande dessinée
- 1968 - La conquista del K2 (textes de Ventura, dessins de Moliterni), publiée su le Corriere dei Piccoli